# Томаш Коня
Томаш Коня (словац. Tomáš Kóňa, нар. 1 березня 1984, Нітра) — словацький футболіст, що грав на позиції півзахисника.
Виступав, зокрема, за «Нітру», «Спарту» (Прага), «Сеницю» та «Слован» (Братислава), а також національну збірну Словаччини.

## Клубна кар'єра
Вихованець «Нітри», де грав з 5 років. У 18-річному віці він приєднався до основної команди. У той час «Нітра» виступала у другому за силою футбольному турнірі. Через два роки вийшла до найвищого дивізіону, де провів ще пів року.
У січні 2006 року він перейшов до Чехії у «Спарту» (Прага) на запрошення тренера і свого співвітчизника Станіслава Григи. Дебютував у футболці «Спарти» 18 лютого 2006 року в матчі 17-го туру чемпіонату проти «Слована» з Ліберця (1:2), відігравши весь матч. Спочатку стабільно грав в середині поля, де він склав ударний дует із співвітчизником Каролем Киселем. Втім після уходу тренера втратив місце в основі, а навесні 2007 року отримав перелом ноги, внаслідок чого тривалий час був відсутній на полі. У сезоні 2006/07 він виграв з клубом чемпіонський титул, але зіграв у тому сезоні лише одну гру чемпіонату. За всю кар'єру він провів 11 матчів першості за «Спарту».
У сезоні 2007/2008 грав у резерві «Спарти», після чого влітку 2008 року він пішов у піврічну оренду до клубу «Тескома» (Злін) і дебютував в матчі першого туру чемпіонату, зіграному 2 серпня 2008 року проти «Бауміта» (0:1), провівши усі 90 хвилин. Загалом до кінця року він зіграв вісім матчів чемпіонату.
У березні 2009 року він перейшов в оренду до словацької «Артмедії», де і завершив сезон 2008/09. У формі команди за півроку зіграв у 14 матчах чемпіонату, у яких забив один гол.
На сезон 2009/10 Коня повернувся в «Нітру», куди відправився в річну оренду. Вперше після повернення зіграв за «Нітру» 19 липня 2009 року в матчі 2-го туру проти «Спартака» з Трнави (1:0), коли на 48-й хвилині замінив на полі Лукаша Штетіну. Свій перший гол після повернення забив у 30-му турі проти клубу ДАК, на 44-й хвилині він вирішив матч єдиним голом. Він забив вдруге в сезоні 8 травня 2010 року проти «Сениці» (2:1). В останньому 33-му турі проти «Слована» з Братислави (2:5) він забив два голи, відзначившись на 68-й і 85-й хвилинах. Загалом за сезон він провів 31 гру в чемпіонаті.
У червні 2010 року перейшов на рік в оренду до команди«Сениця», де знову зустрівся з тренером Станіславом Григою. Він домігся історичного успіху з «Сеницею», посівши з клубом друге місце в турнірній таблиці та кваліфікувавшись до 3-го кваліфікаційного раунду Ліги Європи УЄФА. Всього за рік він зіграв 32 матчі чемпіонату, після чого влітку 2011 року «Сениця» викупив гравця у «Спарти» і підписав з ним дворічний контракт. Загалом провів у клубі п'ять сезонів, був капітаном і загалом провів 159 матчів у формі цього клубу.
Влітку 2015 року підписав дворічний контракт із «Спартаком» (Миява). Дебютував 19 липня 2015 року в домашньому матчі проти «Спартака» з Трнави (4:2) і загалом грав у Мияві грав до кінця 2016 року.
На початку 2017 року Коня став гравцем братиславського «Слована». Дебютував за «Слован» 19 лютого 2017 року в гостевому матчі проти «Татрана» (2:0). Зі «Слованом» став віцечемпіоном країни та виграв Кубок Словаччини. Загалом за неповний сезон він зіграв 13 стартів у першості за «Слован». 23 червня 2017 року він відіграв повні дев'яносто хвилин за команду в матчі за Чесько-словацький суперкубок, що проходив в Угерске Градіште проти чеської команди «Фастав» (Злін), якому «Слован» з Братислави поступився в серії пенальті. Через п'ять днів він покинув клуб достроково за взаємною згодою.
У липні 2017 року знову повернувся до «Нітри», з якою підписав дворічний контракт. По його завершенні перейшов у нижчоліговий клуб «Спартак» (Миява), де і грав до закінчення кар'єри у 2022 році.

## Виступи за збірні
2005 року залучався до складу молодіжної збірної Словаччини. На молодіжному рівні зіграв у 8 офіційних матчах, забив 1 гол.
26 березня 2011 року дебютував в офіційних іграх у складі національної збірної Словаччини у відбірковому матчі до Євро-2012 проти збірної Андорри (1:0). 15 жовтня 2013 року він зробив дві гольові передачі з кутових у матчі останнього туру відбору на чемпіонат світу у Ризі проти Латвії. Втім, Словаччина не втримала перевагу 2:0 і зіграла внічию 2:2, через що фінішувала з 13 очками на третьому місці таблиці після Боснії та Герцеговини та Греції і не вийшла на світову першість. Після цього за збірну більше не грав.
Загалом протягом кар'єри в національній команді, яка тривала 3 роки, провів у її формі 5 матчів.

## Титули і досягнення
- Чемпіон Чехії (1):

«Спарта» (Прага): 2006/07
- Володар Кубка Чехії (3):

«Спарта» (Прага): 2005/06, 2006/07, 2007/08
- Володар Кубка Словаччини (1):

«Слован» (Братислава): 2016/17